# Les Quatre-Vents
Les Quatre-Vents is een voormalige gemeente in het Franse departement Meuse in de toenmalige regio Lotharingen. De gemeente werd in 1973 gevormd door de fusie van de gemeenten Lemmes, Osches, Senoncourt-les-Maujouy en Vadelaincourt en maakte deel uit van het arrondissement Bar-le-Duc en van het kanton Souilly. In 1984 werd de fusie ongedaan gemaakt en werden de voormalige gemeenten weer hersteld.